# 島津尚純
島津 尚純（しまづ なおずみ、1945年1月1日 - 2010年12月8日）は、日本の政治家、元衆議院議員（1期）。

## 人物・略歴
- 1983年、第37回衆議院議員総選挙福岡3区落選（無所属）
- 1986年、第38回衆議院議員総選挙福岡3区次点（民社党）
- 1990年、第39回衆議院議員総選挙福岡3区次点（民社党）
- 1993年、第40回衆議院議員総選挙次点（民社党公認・日本新党推薦）
- 1996年、第41回衆議院議員総選挙比例九州ブロック当選（新進党）
- 1997年、ムライケミカルパック株式会社取締役
- 1998年、新党友愛に参加
- 1998年11月、衆議院石炭対策特別委員会理事
- 2000年6月、第42回衆議院議員総選挙福岡10区落選（民主党）
- 2005年、福岡県黒木町長選挙落選
- 2010年12月8日、肝腫瘍のため東京都中央区の病院で死去。65歳没[1]。

## 元秘書
- 荻原隆宏（横浜市会議員）